# Montes Rook
Los Montes Rook son una cordillera con forma de anillo situada a través del limbo occidental de la Luna, cruzándolo hacia la cara oculta. Ciñe completamente al Mare Orientale, y forma parte de una cuenca de impacto masiva. Esta sucesión de montañas está rodeada a su vez por una segunda cadena montañosa anular (concéntrica y de mayor diámetro): los Montes Cordillera, separados de los Montes Rook por una abrupta llanura también con forma de anillo.
Los Montes Rook son de hecho así mismo una formación de doble anillo, a veces dividido como Rook exterior y Rook interior. Las secciones de paso entre estos dos subsistemas contienen valles largos rellenados "in situ" con lava basáltica, formando pequeños maria. Uno de ellos, situado en la parte nororiental de la cordillera se denomina Lacus Veris.
Las coordenadas selenográficas del centro del anillo son 20.6° S, 82.5° W; y su diámetro es de 682 km. La cordillera debe su nombre al astrónomo británico Lawrence Rooke. Dada su ubicación, la cordillera puede ser vista desde la Tierra, aunque sin demasiado detalle. Aun así, una vista parcial de la cordillera puede obtenerse proyectando sobre la superficie de un globo blanco una imagen tomada desde la Tierra. Así es como William K. Hartmann y Gerard Kuiper descubrieron la forma de anillo de los Montes Rook a comienzos de la década de 1960.
Numerosos cráteres con nombre se hallan embebidos dentro de los Montes Rook. Cerca del borde exterior suroeste aparecen los cráteres Nicholson  y Pettit. Kopff se localiza en el borde interior oriental, y Maunder en el lado norte interior. Los cráteres más pequeños incluyen a Lallemand al nordeste, Shuleykin al sur, y Fryxell en el oeste. Fuera de la vista desde la Tierra, incluso durante libraciones favorables, se hallan los cráteres Lowell al noroeste, y Golitsyn al oeste-suroeste.